# Kerstin Förster
Pour les articles homonymes, voir Förster.
Kerstin Förster, née le 9 novembre 1965 à Cottbus (République démocratique allemande), est une rameuse est-allemande. Elle est championne olympique aux Jeux de 1988.

## Carrière
Kerstin Förster remporte la médaille d'or du quatre de couple lors des Jeux olympiques d'été de 1988.

## Palmarès

### Jeux olympiques
- Jeux olympiques d'été de 1988 à Séoul ( Corée du Sud) :
  -  médaille d'or en quatre de couple

### Championnats du monde
- Championnats du monde 1987 à Copenhague ( Danemark) :
  -  médaille d'or en quatre de couple
- Championnats du monde 1986 à Nottingham ( Royaume-Uni) :
  -  médaille d'or en quatre de couple
- Championnats du monde 1983 à Duisbourg ( Allemagne) :
  -  médaille d'argent en quatre avec barreuse

### Universiade
- Universiade d'été de 1989 à Duisbourg ( Allemagne de l'Ouest) :
  -  médaille de bronze en quatre de couple

## Famille
Son mari Olaf Förster est aussi un rameur olympique.